# アイセル川

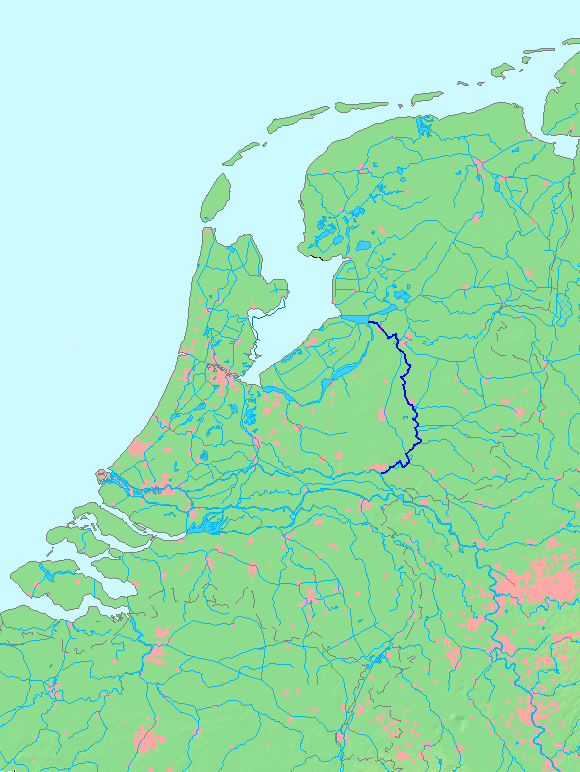
アイセル川の位置

アイセル川（アイセルがわ、オランダ語: IJssel、オランダ語発音: [ˈɛi̯səl]）、あるいはホランセ・アイセル川との混同を避けてヘルダース・アイセル川（オランダ語: Gelderse IJssel）とは、オランダヘルダーラント州及びオーファーアイセル州を流れるライン川の支流である。

## 概要
アイセル川はアーネムの東にあるヴェステルフォールトでライン川から分かれ、締め切り大堤防が出来る1932年以前はゾイデル海に、現在はアイセル湖にケーテル湖を介して注いでいる。このアイセル川はネーデルライン川、ワール川と並ぶライン川の著名な三支流の一つで、これらは全てドイツ国境を超えてきてから分かれている。

## 歴史
* Īsalōに由来するとされ、Isla、Isalaとかつては綴られたIJsselと言う名は、インド・ヨーロッパ祖語で早く動くと言う意味を持つ語根* eis（古ノルド語のeisa（遠方へ早く移動する）やラテン語のira（怒り）等が例示される）に由来するとされている。中世、ゾイデル海がまだ存在しなかった、つまりフレヴォ湖であった時代、アイセル川はフリー海峡へと流れ込んでいた。その後、ゾイデル海が出来、アイセル湖が出来ると、アイセル川がフリー海峡に流れ込む事は無くなった。現在干拓されているメーデムブリク周辺やアイ湾周辺はかつてアイセル川の支流だったのではないかと言う説がある。 

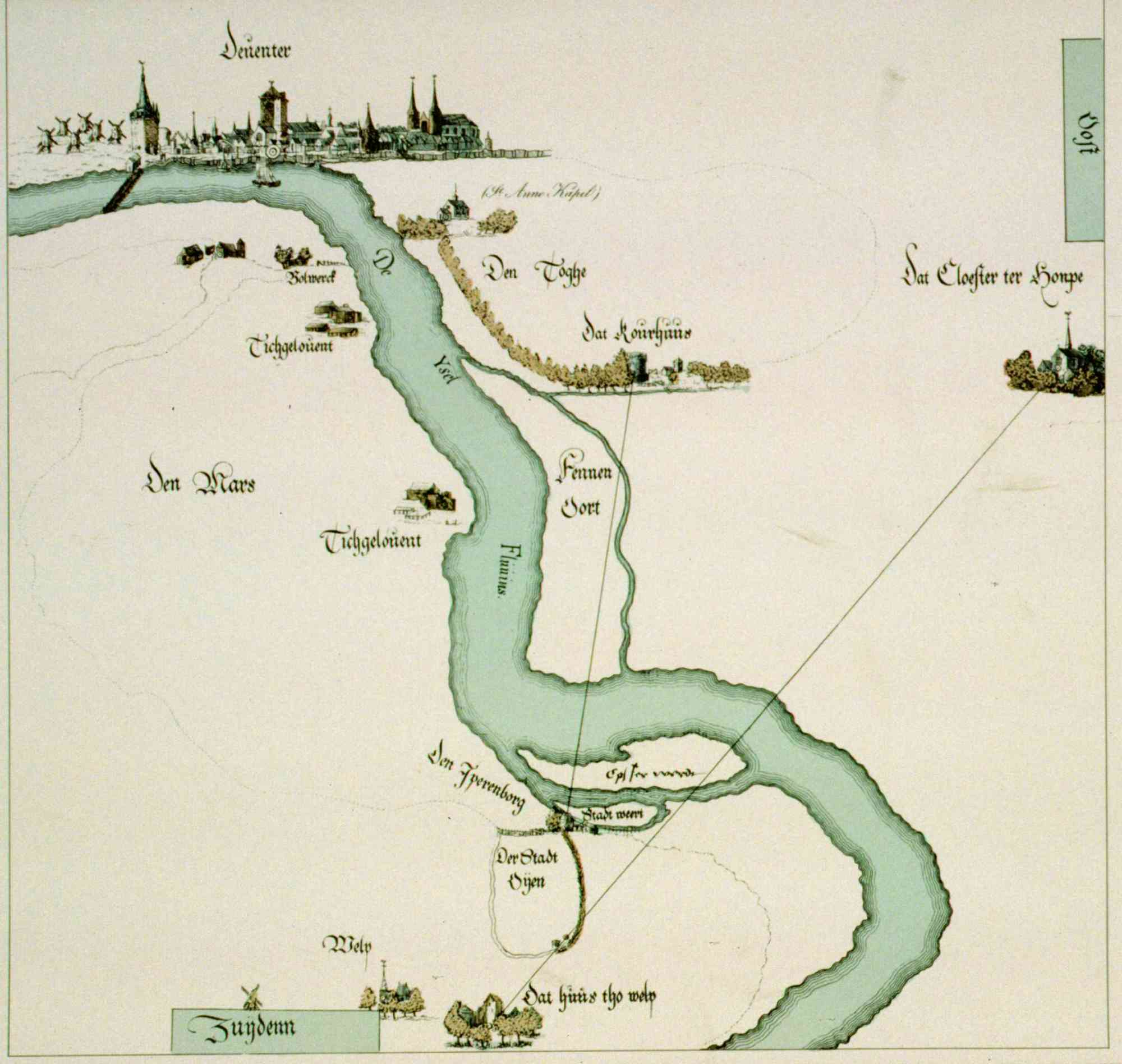
デーフェンテルでのアイセル川、1567年

この川は自然的防衛線であり、1944年には連合軍がナチス・ドイツの占領下にあったオランダの解放のために突撃した。カナダの歴史書では、この川をIjsselとして紹介している 。

### 旧アイセル川の下流として
アイセル川はかつて、現在はドイツにまで至り70kmの長さを有する旧アイセル川の下流であった。ライン川とアイセル川の間の水路は人工物であると思われ、恐らくローマ帝国時代に大ドルススがゲルマン民族に対する防衛線とするため、そして船でローマ軍を輸送出来るようにするために作らせたものではないかとされている。旧アイセル川は現在に至るまで、ライン川に次ぐアイセル川への流入量を誇る河川となっている。
その水源はノルトライン＝ヴェストファーレン州ボルケン附近である。始めは南西に流れ、ヴェセルでライン川と合流するかと言う程接近し、その流れを北西に変える。イッセルブルクを越えるとオランダ国境を跨いで旧アイセル川と呼ばれるようになり（ドイツではイッセル川）、ドゥーティンヘムを経てドゥースブルフでアイセル川に合流する。

## 特徴
アイセル川の流量は大きく変化する特徴が挙げられる。平均の流量は300立方メートル毎秒であるが、少ない時には140立方メートル毎秒、多い時は1800立方メートル毎秒にまで変化する。これはアーネムにあるネーデルライン川の閘門による物であり、アイセル川とネーデルライン川の流量をここで制御している。
川が下流になるにつれて、多くの湾曲と地元ではhankと呼ばれる湾曲の跡（三日月湖等）が見られるようになる。湾曲の中には人為的に直された物も多くレーデンとドゥースブルクの間にある物が特に知られている。これによって川の長さは146kmから125kmに減ったが、根本的にマース川のそれとは異なっている。湾曲の外側の微高地を作る堆積作用は19世紀末には抑えられている。

### ライン川の支流として
ライン川とアイセル川の水路は恐らく掘削された物であり、ライン川自体からアイセル川に流れ込む流量は微々たる物であるが、アイセル川を流れる水の最大の供給源となっている。またその一方でベルケル川やスヒップベーク川を始めとする支流はアイセル川の流量を格段に増大させる事がある。アイセル川は結局のところ、ライン＝マース＝スヘルデデルタの中にある一河川でしかないのである。
オーファーアイセル州のカンペンの近辺では支流が合流し、小さくはあるがアイセルデルタを作っている。この一帯では堆積物によって洪水のリスクが軽減されている。堆積の殆どはゾイデル海がアイセル湖になる1932年以前に起こった物で、それ以前は北西風によってゾイデル海の塩水がアイセル川に入り込む事による洪水に見舞われやすく、その後数ヶ月はアイセル川に塩水が残っていた。
現代のアイセルデルタの支流は西から順に、ケテル川（Keteldiep）、カッテン川（Kattendiep）、ノールド川（Noorddiep）、ガンゼン川（Ganzendiep）、ゴート川（Goot）である。これらの中でケテル川とカッテン川の水道は主流の一つであり、ノールド川は現在両側とも閉じられている。デ・ガルステ川（De Garste）と言う支流もあったが、19世紀に完全に堆積物に埋もれたために現存しない。20世紀初頭までゴート川から分かれているガンゼン川がアイセル川の主流であったが、現在の主流はレグテ川（Regtediep）ないしレヒテー川（Rechterdiep）となっている。
アイセル川は現在では単なるライン川の支流となっているが、個別の水系としての特徴は現在でも残っており、それは支流を有している事や旧アイセル川の存在、そして水源の存在等に見られる。

### 支流と運河
以下の支流や運河がアイセル川と繋がっている。
- アペルドールンス運河（オランダ語版） - 左岸、ディーレン（英語版）附近
- 旧アイセル川 - 右岸、ドゥースブルク
- ベルケル川 - 右岸、ズトフェン
- トウェンテ運河（英語版） -右岸、ズトフェン-エーフデ（英語版）間
- スヒップベーク川 - 右岸、デーフェンテル附近
- グリフト川（オランダ語版） - 左岸、ハッテム（英語版）
- ウィレム運河（オランダ語版） - 右岸、ズヴォレ
- ズヴォレ＝アイセル運河（オランダ語版） - 右岸、ズヴォレ

## 橋

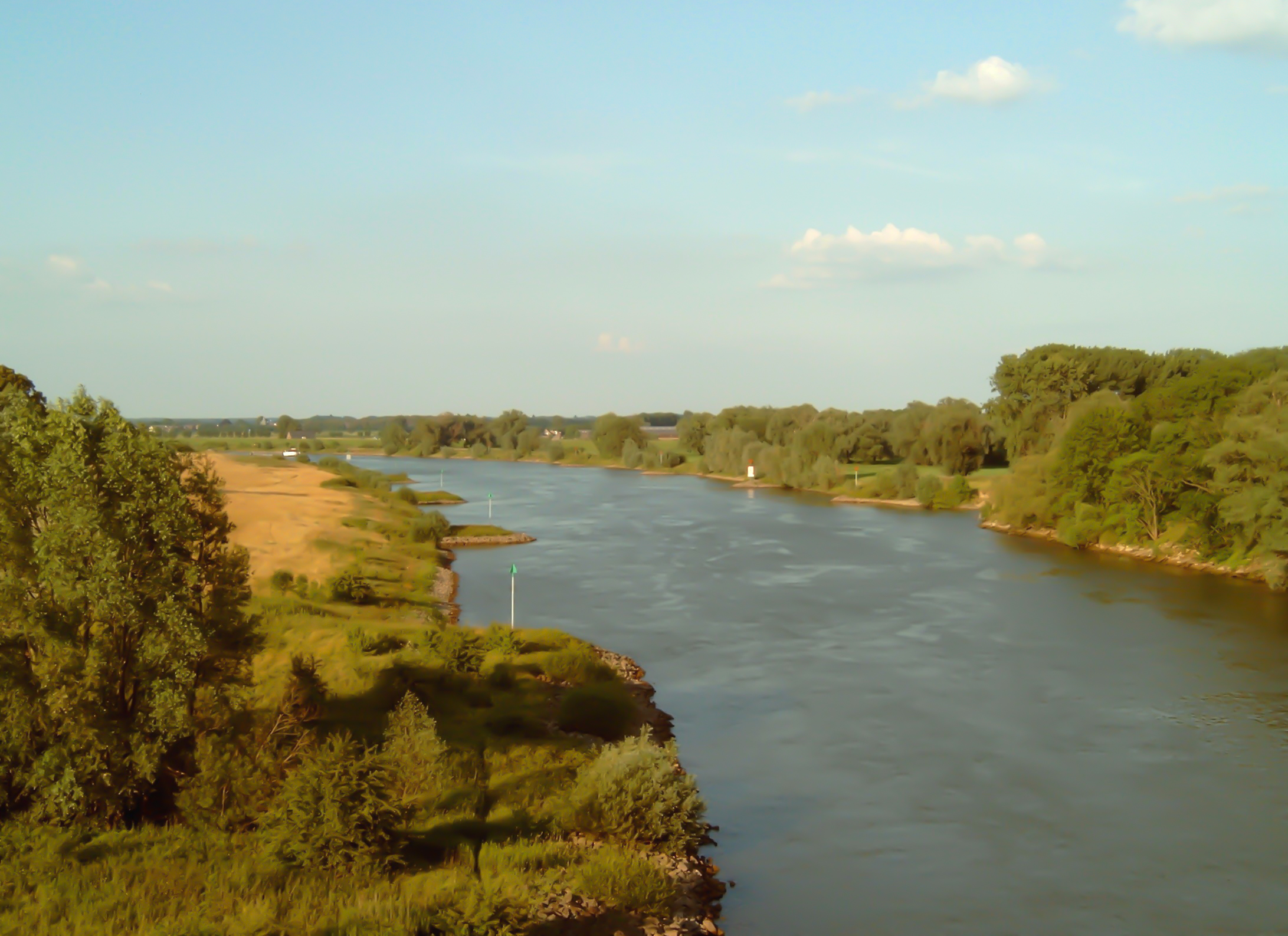
フェルプ附近のアイセル川

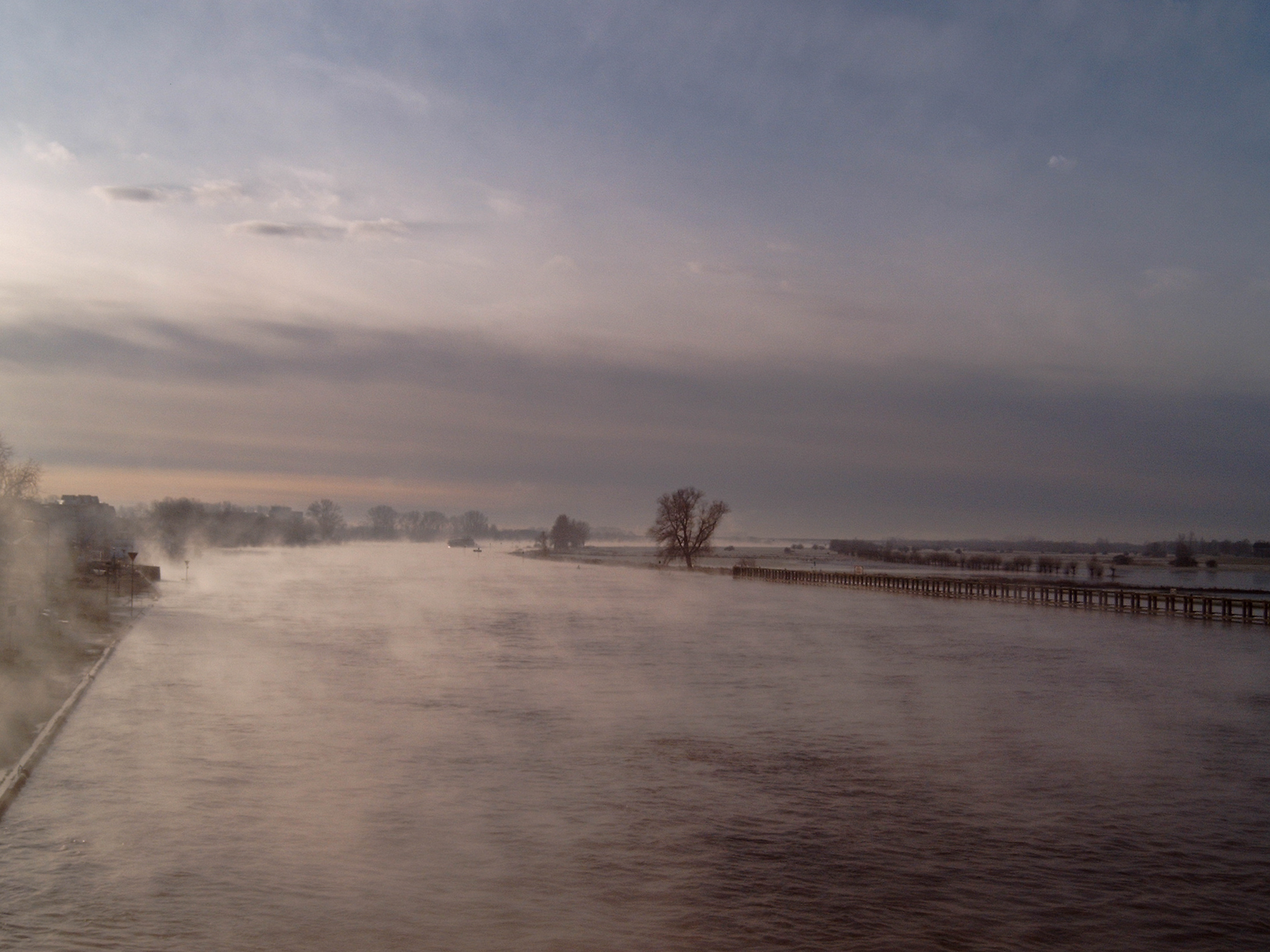
ズトフェン附近のアイセル川

### 自動車橋
左岸と右岸の近隣の自治体名を記した。
- アーネム – ヴェステルフォールト
- アーネム – ダイフェン（A12号線）
- エレコム（オランダ語版） – ドゥースブルク（N317号線）
- ブルンメン – ズトフェン（N348号線）
- ズトフェン – ズトフェン
- ヴィルプ（英語版） – デーフェンテル（A1号線）
- デーフェンテル – デーフェンテル（N344号線）
- ハッテム – ズヴォレ
- ハッテメルブルク（オランダ語版） – ズヴォレ（A28号線）
- カンペン – カンペン（N764号線）
- カンペン – カンペン
- カンペン – カンペライラント（オランダ語版）（N50号線）

### 鉄道橋
- アルンヘム・フェルペルポールト駅（英語版） – ヴェステルフォールト駅（英語版）
- ブルンメン駅（英語版）、フォールスト＝エムペ駅（英語版） – ズトフェン駅（英語版）
- トウェロ駅（英語版） – デーフェンテル駅（英語版）
- フェゼプ駅（英語版）、カンペン南駅（英語版） – ズヴォレ駅（英語版）

### ケーブルフェリー
以下のケーブルフェリーでは原動機付車両を運搬する事が出来る。
- ディーレン – オルブルゲン（オランダ語版）
- ブルンメン – ブロンクホルスト（英語版）
- フェルスム（オランダ語版） – オルスト（英語版）
- ヴァイエフェリー（英語版）